# Rolf Hochhuth
Rolf Hochhuth (Eschwege, 1º aprile 1931 – Berlino, 13 maggio 2020) è stato uno scrittore, drammaturgo e sceneggiatore tedesco.

## Biografia
La sua opera più famosa è Il Vicario (1963), in cui viene denunciato il presunto atteggiamento acquiescente di Papa Pio XII verso il Nazismo e la Shoah.
Fu anche autore di numerose sceneggiature per il cinema e la televisione.

## Filmografia

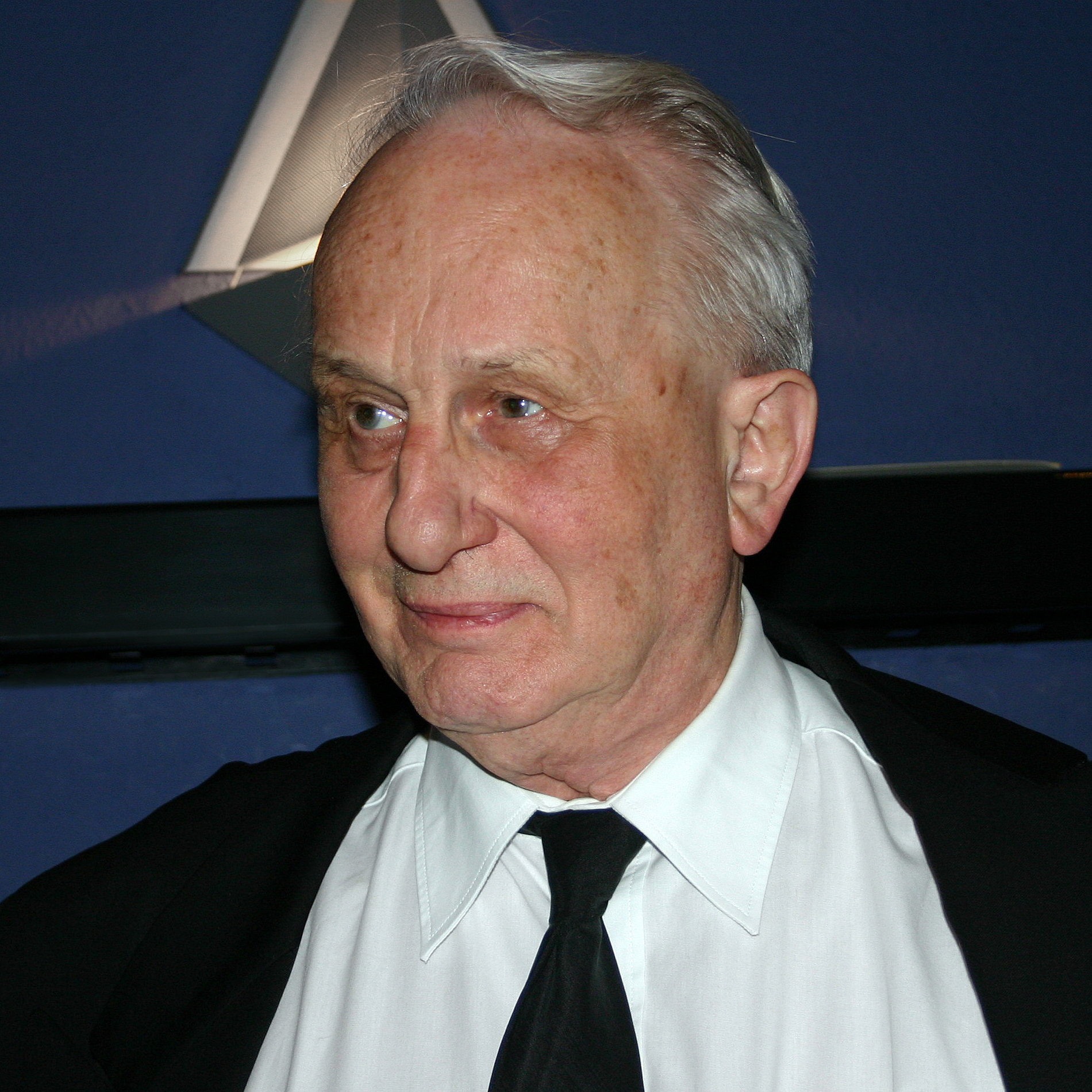
Rolf Hochhuth, 2005

### Sceneggiatore
- In der dramatischen Werkstatt - serie TV, 1 episodio (1968)
- Berliner Antigone - film TV (1968)
- Az élö Antigoné - film TV (1968)
- Les soldats - film TV (1970)
- Lysistrate und die NATO - film TV (1975)
- Die Hebamme - film TV (1976)
- A helytartó - film TV (1982)
- Un amore in Germania (Eine Liebe in Deutschland), regia di Andrzej Wajda (1983)
- Ärztinnen, regia di Horst Seemann (1984)
- Effis Nacht - film TV (1998)
- Amen., regia di Costa-Gavras (2002)

## Premi
- Prix frère et sœur Scholl (1980)

## Opere
- Eine Liebe in Deutschland
- Die Berliner Antigone; in italiano L'Antigone di Berlino, a cura di Sotera Fornaro, Via del Vento edizioni, giugno 2008